# Поїздки на старому автомобілі
«Поїздки на старому автомобілі» (рос. «Поездки на старом автомобиле») — радянський художній фільм режисера Петра Фоменка. Знятий у 1985 році (прем'єра в СРСР відбулася в липні 1986 року, світова прем'єра — 28 травня 1987 року).

## Сюжет
Режисер народного театру Зоя Павлівна позбавляється можливості бачити єдиного внука. Щоб відновити зв'язок з ним, молода приваблива бабуся вирішує познайомитися з батьком нового чоловіка своєї колишньої невістки.

## У ролях
- Людмила Максакова —  Зоя Павлівна, режисер народного театру
- Андрій Болтнєв —  Герман Сергійович, батько нового чоловіка колишньої невістки
- Сергій Нікітін —  Сергій, актор народного театру
- Тетяна Нікітіна —  Таня, акторка народного театру
- Олена Караджова —  Даша, секретар
- Людмила Арініна —  Віра, директор клубу
- Лариса Удовиченко —  Ліля, колишня невістка Зої Павлівни
- Лев Перфілов —  Михальов, сусід з собакою
- Віра Бурлакова —  жінка, яка входить в театр
- Валер'ян Виноградов —  футбольний тренер
- Григорій Гурвич —  юрисконсульт
- Олена Дробишева —  студентка
- Муза Крепкогорська —  суфлерша
- Віктор Маркін —  працівник театру
- Петро Меркур'єв —  диригент
- Сергій Тарамаев —  приятель Даші
- Валентина Ушакова —  білетер в клубі
- Петро Фоменко —  Петя, актор народного театру

## Знімальна група
- Сценарій: Еміль Брагинський
- Режисер-постановник:  Петро Фоменко
- Оператор:  Всеволод Симаков
- Композитор:  Сергій Нікітін
- Художник: Ірина Шретер